# 琛航岛
琛航岛（英语：Duncan Island），是西沙群岛中的一个岛屿。现由中华人民共和国政府实际控制，行政上划归海南省三沙市管辖。越南政府亦声称拥有其主权。

## 地理位置
琛航岛位于中国南海西沙群岛的永乐群岛中永乐环礁南部，晋卿岛以西约1海里。

## 地理地形
琛航岛面积0.28平方公里。该岛有沙堤环绕，岛上植被茂盛。琛航岛坐落在环礁上，与处于同一个珊瑚礁盘上的广金岛（琛航岛以西约370米）有一条长堤相连接，环礁内有潟湖，环礁北部开口形成航道连接外海，使琛航岛成为航行条件很好的港口。

## 历史
1909年广东水师提督李準巡海时以其随行军舰“琛航号”命名为“琛航岛”。

## 命名
- 1935年公布的名称为“坛坚岛”[1]。
- 1947年和1983年公布名称为“琛航岛”[2]。

中国渔民俗称“三脚”、“大三脚岛”、“三脚岛”。

## 岛上状况
琛航岛是永乐群岛交通中心。琛航岛上修有纪念1974年中国人民解放军海军西沙之战阵亡烈士的纪念碑。
岛上建有中國航天測控站西沙站。